# Girl Meets World
Girl Meets World (El mundo de Riley en Hispanoamérica y Riley y el mundo en España) es una serie de televisión estadounidense y secuela directa de la serie Boy Meets World. Serie sobre las travesías de una adolescente en constante cambio, junto sus amigos. Se estrenó por primera vez el 27 de junio de 2014 por Disney Channel en los Estados Unidos. La serie se centra en Riley Matthews, la hija preadolescente de Cory y Topanga Matthews, protagonistas de Boy Meets World, que se enfrenta a los desafíos diarios de la vida y el amor junto a su mejor amiga, Maya Hart. De quien luego en la serie, se enamora y deciden tener un poliamor con Lucas. Ben Savage y Danielle Fishel repiten sus papeles como Cory y Topanga, respectivamente. 
El 4 de enero de 2017, la serie fue cancelada y finalizó el 20 de enero de 2017 tras el final de la tercera temporada.

## Sinopsis
La serie sigue a la hija de Cory y Topanga Matthews, llamada Riley (Rowan Blanchard) junto con su mejor amiga, Maya Hart (Sabrina Carpenter), y los desafíos de la vida que atraviesan a medida que empiezan el séptimo curso con Cory como su maestro, su relación se empezará a complicar cuando tienen que ocultarlo en la escuela. La serie también cuenta con sus amigos Lucas Friar (Peyton Meyer) y Farkle Minkus (Corey Fogelmanis), y el hermano menor de Riley, Auggie (August Maturo). La serie está ambientada en la ciudad de Nueva York, donde Cory y Topanga se trasladan al final de la serie Boy Meets World.

## Elenco
- Rowan Blanchard como Riley Matthews. Protagonista principal de la serie. Es la hija (y alumna) de Cory y Topanga (protagonistas de la serie original Boy Meets World), y hermana mayor de Auggie. Asimismo, es la mejor amiga de Maya, aunque tiene otros buenos amigos como Lucas, Farkle, Zay y Smackle. Es positiva y siempre le ve el lado bueno a las cosas, aunque suele ser algo insegura en ciertas situaciones.
- Ben Savage como Cory Matthews. Padre de Riley y Auggie, marido de Topanga, hermano de Eric, Morgan y Josh, y mejor amigo de Shawn. Es el profesor de historia en la escuela media John Quincy Adams (temporadas 1 y 2) y posteriormente en la secundaria Abigail Adams. Se caracteriza por unir sus clases con lecciones de vida para sus estudiantes.
- Sabrina Carpenter como Maya Hart. Es la mejor amiga de Riley, alumna de Cory, amiga también de Farkle, Zay, Smackle y Lucas e hija de Katy Hart. Es rebelde, profunda y llega a tendencias pesimistas. Está enamorada de Josh, el tío de Riley, pero esto no es problema en su relación y tiene por figura paterna a Shawn, el mejor amigo de Cory.
- Peyton Meyer como Lucas Friar. Compañero de clase y amigo de Riley, Maya, Farkle, Zay, y Smackle. Es el estudiante más hábil de la clase, así como el mejor educado, razón por la que lo llaman “chico bueno”. Es proveniente de Texas, de donde conoce a Zay.
- August Maturo como Auggie Matthews. Hijo menor de Cory y Topanga, hermano de Riley y sobrino de Eric, Morgan y Josh. Al ser el hijo pequeño de la familia, es el más querido por todos, sobre todo por sus tíos Eric y Josh. Está "casado" con Ava, su amiga y vecina. Aunque tiene amigos de su edad, tiene una linda amistad con la Sra. Svorski.
- Danielle Fishel como Topanga Matthews. Madre de Riley y Auggie, y mujer de Cory. Es abogada de profesión y ama de casa. Es inteligente y bondadosa. Se sabe que a pesar de los años, aún ve a Shawn, Eric, Stuart, y otros amigos de la escuela.
- Corey Fogelmanis como Farkle Minkus (recurrente: temporada 1; principal: temporadas 2-3). Alumno de Cory y amigo de Riley, Maya, Lucas y Zay, novio de Smackle. Es el estudiante más aplicado de la clase, por lo que apreciado por sus compañeros. Inicialmente, estaba enamorado tanto de Riley ycomo de Maya. Se sabe que es el hijo de Stuart Minkus y de Jennifer Bassett (compañeros de clase de Cory en Boy Meets World).

## Episodios
| Temporada | Temporada | Episodios | Estados Unidos      | Estados Unidos      | Latinoamérica           | Latinoamérica          | España                        | España                        |
| Temporada | Temporada | Episodios | Comienzo            | Final               | Comienzo                | Final                  | Comienzo                      | Final                         |
| --------- | --------- | --------- | ------------------- | ------------------- | ----------------------- | ---------------------- | ----------------------------- | ----------------------------- |
|           | 1         | 20        | 27 de junio de 2014 | 27 de marzo de 2015 | 26 de julio de 2014     | 8 de diciembre de 2015 | 23 de enero de 2015           | 18 de diciembre de 2015       |
|           | Especial  | Especial  | 17 de abril de 2015 | 17 de abril de 2015 | 22 de agosto de 2015    | 22 de agosto de 2015   | 30 de septiembre de 2015      | 30 de septiembre de 2015      |
|           | 2         | 30        | 11 de mayo de 2015  | 11 de marzo de 2016 | 6 de septiembre de 2015 | 8 de diciembre de 2016 | 18 de noviembre de 2015       | 9 de abril de 2017            |
|           | 3         | 21        | 3 de junio de 2016  | 20 de enero de 2017 | 7 de noviembre de 2016  | 19 de mayo de 2017     | 24 de marzo de 2020 (Disney+) | 24 de marzo de 2020 (Disney+) |

## Videojuegos
| Año  | Título                     | Personajes                 | Notas                    |
| ---- | -------------------------- | -------------------------- | ------------------------ |
| 2015 | Baile en la escuela        | Riley Matthews y Maya Hart | Muestra parte del elenco |
| 2015 | Revoltijo en la habitación | Riley Matthews y Maya Hart | Muestra al elenco        |

## Premios y nominaciones
| Año  | Premios                             | Categoría                                                                              | Nominación                                                      | Resultado |
| ---- | ----------------------------------- | -------------------------------------------------------------------------------------- | --------------------------------------------------------------- | --------- |
| 2014 | Teen Choice Awards                  | Serie del Verano                                                                       | Reparto de Girl Meets World                                     | Nominados |
| 2015 | Teen Choice Awards                  | Mejor Show de Comedia/Musical de TV                                                    | Reparto de Girl Meets World                                     | Ganadores |
| 2015 | Premios del Sindicato de Guionistas | Guion para niños - episódios y Especiales                                              | Matthew Nelson por "Girl Meets 1961"                            | Nominado  |
| 2015 | Primetime Creative Arts Emmy Awards | Programa excepcional para niños                                                        | Reparto de Girl Meets World                                     | Nominado  |
| 2015 | Premios Artista Joven               | Mejor actuación en una serie de TV - Invitado protagonizado por el joven actor 15 - 21 | Zachary Mitchell                                                | Nominado  |
| 2015 | Premios Artista Joven               | Conjunto joven sobresaliente en una serie de televisión                                | Rowan Blanchard, Sabrina Carpenter, August Maturo, Peyton Meyer | Nominado  |
| 2016 | Nickelodeon Kids' Choice Awards     | Programa de televisión favorito                                                        | Reparto de Girl Meets World                                     | Nominados |
| 2016 | Teen Choice Awards                  | Serie del Verano                                                                       | Reparto de Girl Meets World                                     | Ganadores |
| 2016 | Premios del Sindicato de Guionistas | Guion para niños - episódios y Especiales                                              | Mark Blutman por "Girl Meets I Am Farkle"                       | Nominado  |
| 2016 | Artios Awards                       | Piloto infantil y serie (acción en vivo)                                               | Reparto de Girl Meets World                                     | Ganadores |
| 2016 | BMI Awards                          | Premio de música por televisión por cable                                              | Shridhar Solanki y Matthew Tishler                              | Ganadores |
| 2016 | Kids Choice Awards Mexico           | Programa internacional favorito                                                        | Reparto de Girl Meets World                                     | Nominado  |
| 2016 | Emmys                               | Mejor Serie Para Niños                                                                 | Reparto de Girl Meets World                                     | Ganadores |
| 2017 | Premios del Sindicato de Guionistas | Guion para niños - episódios y Especiales                                              | Joshua Jacobs & Michael Jacobs por "Girl Meets Commonism"       | Nominados |
| 2017 | Producers Guild of America Award    | Programa excepcional para niños                                                        | Girl Meets World (Temporada 2, Temporada 3)                     | Nominado  |
| 2017 | Humanitas Prize                     | Acción en vivo para niños                                                              | Matthew Nelson por "Girl Meets The Forgiveness Project"         | Nominado  |
| 2017 | Nickelodeon Kids' Choice Awards     | Programa de televisión favorito (niños)                                                | Reparto de Girl Meets World                                     | Nominado  |
| 2017 | Premios Artista Joven               | Mejor actuación en una serie de televisión: joven actriz protagonista invitada         | Ava Kolker                                                      | Nominada  |
| 2017 | Emmys                               | Programa excepcional para niños                                                        | Reparto de Girl Meets World                                     | Nominado  |